# Milburn (gruppo musicale)
I Milburn sono un gruppo musicale indie rock originario di Sheffield, formato da Joe Carnall, Louis Carnall, Tom Rowley e Joe Green.

## Storia

### 2001 - 2008
Il nome del gruppo deriva dal soprannome di un loro amico, per l'appunto, Milburn. La band ha pubblicato il primo demo nel 2001, "Steel Town".
Nel 2002 per due volte fece sold-out al Boardwalk di Sheffield, e suonò al Caven Club di Liverpool.
Gli Arctic Monkeys li hanno invitati a fargli da band d'apertura per il loro tour del 2005.
Il 9 ottobre 2006 venne pubblicato il loro primo album Well Well Well, che raggiunse il trentaduesimo posto della classifica album britannica.
Il 24 settembre 2007 uscì il secondo LP, These Are the Facts.
Dopo una lunga riflessione, il gruppo si sciolse amichevolmente dopo il loro ultimo concerto alla Sheffield Carling Academy, il 24 maggio 2008, per permettere ai singoli membri di esplorare i propri orizzonti musicali.

### Pausa (2009-2015)
Louis Carnall è diventato membro dei Lords of Flatbush con l'ex bassista degli Arctic Monkeys Andy Nicholson, per poi abbandonare il gruppo.
Tom Rowley e Joe Green formano i Dead Sons, con altri musicisti di Sheffield. Rowley ha sostituito temporaneamente nel 2009 Tom Jarvis alla chitarra nei Reverend and The Makers, e nel tour di AM ha suonato con gli Arctic Monkeys in qualità di tastierista, cori e terza chitarra.
Joe Carnall ha avviato i Joe Carnall and The Book Club (poi chiamati semplicemente The Book Club) nel 2009, e nel 2012 è entrato nei Reverend and The Makers. Ha fatto anche molti show sotto il nome di Joe Carnall and Friends, in cui suona brani acustici dei Milburn, dei Book Club e cover con amici musicisti del giro di Sheffield.

### 2016 - presente
Dopo un periodo di ben sei anni, i Milburn si riuniscono per celebrare il decimo anniversario di Well Well Well, con quattro show all' O2 Academy di Sheffield. I biglietti sono andati in sold-out totale in sei minuti, e i quattro concerti sono stati un successo incredibile. Data la grande reazione del pubblico, il gruppo organizza un tour autunnale nel Regno Unito e un tour europeo primaverile (comprendente una data in Italia a Bologna). Viene fatto uscire il primo singolo dal 2008: Midnight Control / Forming of a Fate, prodotto da Bill Ryder-Jones.

## Formazione
- Joe Carnall – voce, basso
- Louis Carnall – voce, chitarra
- Tom Rowley – chitarra
- Joe Green – batteria

## Discografia

### Album
- 2006 – Well Well Well
- 2007 – These Are the Facts

### EP
- 2001 – Steel Town
- 2001 – On Top of the World
- 2002 – Along Comes Mary
- 2005 – Milburn
- 2006 – Send In the Boys

### Singoli
- 2006 – Send in the Boys
- 2006 – Cheshire Cat Smile
- 2006 – What You Could've Won
- 2007 – What Will You Do (When the Money Goes)?
- 2016 – Midnight Control / Forming of a Fate